# Rue Sisley
La rue Sisley est une voie du 17e arrondissement de Paris, en France.

## Situation et accès
La rue Sisley est une voie publique située dans le 17e arrondissement de Paris. Elle débute au 106, boulevard Berthier et se termine au 5, avenue de la Porte-d'Asnières.

## Origine du nom

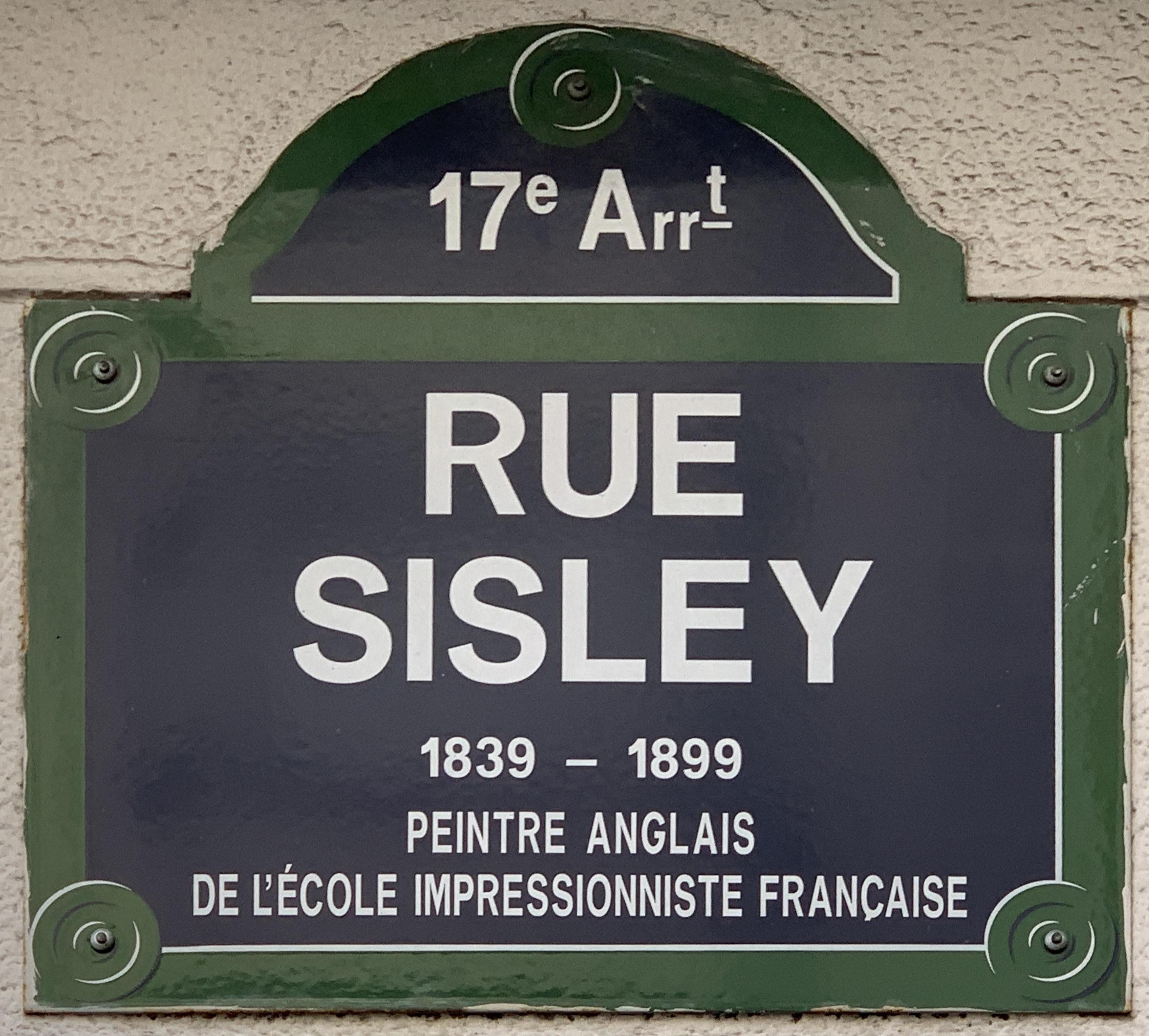
Plaque de la rue.

Elle porte le nom du peintre Alfred Sisley (1839-1899).

## Historique
Cette rue est ouverte et prend sa dénomination actuelle en 1932 sur l'emplacement du bastion no 46 de l'enceinte de Thiers.